# Деревок
Дерево́к (пол. Derewek) — село в Україні, у Любешівській селищній громаді Камінь-Каширського району Волинської області. Населення становить 922 особи

## Історія
У 1793—1917 роках село знаходилося у складі Любешівської волості Пінського повіту Мінської губернії.
2 серпня 1943 року радянські партизани зі з'єднання О. Федорова напали на село, пограбували його й закатували 17 селян.
До 10 серпня 2017 року — адміністративний центр Деревківської сільської ради Любешівського району Волинської області.

## Населення
Згідно з переписом УРСР 1989 року чисельність наявного населення села становила 946 осіб, з яких 438 чоловіків та 508 жінок.
За переписом населення України 2001 року в селі мешкало 913 осіб.

### Мова
Розподіл населення за рідною мовою за даними перепису 2001 року:
| Мова       | Відсоток |
| ---------- | -------- |
| українська | 99,89 %  |
| російська  | 0,11 %   |

## Відомі люди
- Гриневич Едуард Михайлович (1985—2014) — Герой України, боєць «Волинської сотні» самооборони, захисник Євромайдану.